# Mezulla
Mezulla (auch Mezzulla) war eine hethitische Göttin niederen Ranges. Sie gehört zusammen mit ihrer Tochter Zintuḫi zum engsten Kreis der Sonnengöttin von Arinna, mit der sie eine weibliche Triade bildeten. Die Göttin hatte nur lokalen Charakter und fehlt in Schwurgötterlisten hethitischer Staatsverträge.

## Familie
Mezulla war die Tochter der Sonnengöttin von Arinna und des Wettergottes Tarḫunna. Ihre Tochter Zintuḫi war eine Göttin ohne besondere Funktion. Erst ab dem 13. Jh. v. Chr. werden auch der Korngott Telipinu und die beiden Wettergötter Wettergott von Zippalanda und Nerik als ihre Brüder genannt.

## Funktion und Kult
Mezulla war wie ihre Mutter hattischen Ursprungs und sie wurde auch Tappinu (hattisch „ihr Kind“) genannt. Als Tochter der beiden hethitischen Hauptgottheiten konnte sie in Gebeten als deren Vermittlerin fungieren, besonders ihrer Mutter. Zudem diente sie als Helferin beim Feldzug.
Mezulla hatte in der heiligen Stadt Arinna einen Tempel, der neben dem ihrer Mutter der zweitwichtigste der Stadt war. Für andere Orte sind keine Tempel für Mezulla bezeugt, doch ist die kultische Verehrung der Göttin auch noch in der Hauptstadt Ḫattuša, in Taḫurpa und anderen nordhethitischen Städten bezeugt. Ähnlich wie ihre Mutter konnte sie in Form kultischer Sonnenscheiben aus Silber verehrt werden.

## Zintuḫi
Zintuḫi, deren Name im Hattischen „Enkelin“ bedeutet, wurde zusammen mit ihrer Mutter Mezulla und ihrer Großmutter als weibliche Triade verehrt. Wie ihre Mutter konnte sie als Vermittlerin für die Sonnengöttin von Arinna auftreten, die Königin Puduḫepa nennt sie mit der unerklärbaren Bezeichnung „Gewandnadel an der Brust“. In Arinna hatte sie einen eigenen Tempel, sonst wurde sie nur zusammen mit der Sonnengöttin von Arinna angerufen.